# Die Farben des Herbstes
Die Farben des Herbstes (Originaltitel: Local Color) ist ein US-amerikanisches Filmdrama aus dem Jahr 2006, das kunstästhetische und philosophisch existentialistische, nebenbei auch politisch-historische Themen anhand der mehrwöchigen Begegnung eines jungen Mannes, der Maler werden möchte, und eines bereits alternden Malers veranschaulicht.

## Handlung
Der junge John Talia begeistert sich für die Malerei. Doch nicht die abstrakte Form dieser Kunst, wie sie zurzeit in Mode ist, interessiert ihn, sondern die realistische, gegenständliche. Als er eines Tages ein wunderschönes Herbstgemälde entdeckt, will er den Maler unbedingt kennen lernen. Der Besitzer des Bildes warnt ihn allerdings, weil der Künstler als Griesgram bekannt ist. Nur mühsam gelingt es ihm Zugang zu dem verbitterten alten Mann zu bekommen. Als Nicolai Seroff allerdings bemerkt, wie sehr John an der gefühlvollen Malerei interessiert ist, kommen die beiden ins Gespräch. Seroffs Meinung nach ist es die Aufgabe der Kunst, der Seele Flügel zu verleihen und weil das in den letzten Jahren niemand mehr interessiert hat, hat er die Malerei aufgegeben und sich komplett zurückgezogen. Doch John und seine Wissbegierigkeit bringen ihn dazu, den jungen Maler zu unterrichten. Er lädt ihn in sein Sommerhaus nach Pennsylvania ein und gegen den Willen seines Vaters macht sich der Junge mit Seroff auf den Weg. In Johns Gedanken entstehen schon während der Fahrt lauter Bilder und er genießt die Schönheit der Natur, die er hofft so perfekt einfangen zu können, wie sein Lehrer das in seiner aktiven Zeit getan hatte.
Das Interesse von John bringt Seroff dazu, sich voll auf den Jungen einzulassen, schließlich erkennt er in ihm Züge von sich selbst wieder. Für John verlaufen die Lektionen jedoch anders als erwartet. Zunächst muss er feststellen, dass Seroff ihn nur zu benutzen scheint, um nötige Renovierungsarbeiten am und im Haus durchzuführen. Bei diesen Arbeiten lernt er jedoch die junge Carla kennen, die ihn zu interessieren beginnt. Seroff bemerkt diese Gefühlsregung in John und spricht mit ihm über seine Erfahrungen mit Frauen in seinem Leben. Am Abend erwartet Seroff seinen alten Bekannten Curtis Sunday mit seiner Frau und den ganzen Abend reden die drei über die Kunst und ihre Bedeutung für den Menschen, wobei die Einstellung der beiden Männer dazu sehr unterschiedlich ist. Im Gegenzug muss Seroff eine Ausstellung besuchen, die Sunday organisiert hat und Seroff mit seiner Anwesenheit aufwerten soll. Seroff ist jedoch entsetzt über die angeblichen Kunstwerke und deren Schöpfer. So antwortet er auf die Frage von John, ob er ihm noch etwas bringen könne: „Streichhölzer und einen Eimer Benzin“. Frustriert verlässt Seroff die Ausstellung, die für ihn einen regelrechten Krieg darstellt zwischen Irrsinn und Vernunft.
Im Gegensatz zu dieser Erfahrung bemerkt John, dass Seroff an einer Sonderschule vor Ort eine Kunsttherapie für behinderte Kinder begleitete. Ihn hier zu beobachten, war für John ganz neu. Er sah eine Seite von Seroff, die er noch nicht kannte. Lustigerweise legt er die naiven Bilder dieser Kinder am Abend Sunday vor, der die Werke in den höchsten Tönen lobt und damit sich und seinen angeblichen Kunstverstand selber bloßstellt.
Die Begegnungen mit Carla genießt John. Er erfährt, dass ihr Kind bei einem Unfall ums Leben gekommen war und dass auch Seroff sehr früh seine Frau verloren hatte. Diese familiären Verlusterfahrungen hatten sie beide zu einer Art Seelenverwandten macht, weshalb Carla so häufig zu Besuch kommt. Johns Verhältnis zu Seroff ist dagegen sehr angespannt. Anstatt ihn aktiv zu unterrichten, nimmt er den Jungen nur überallhin mit und wenn John sich an einem neuen Bild versucht, kritisiert er es nur, ohne wirklich zu helfen. Einzig Carla bestärkt ihn darin, sich nicht verrückt machen zu lassen. Er solle sich von niemandem ausreden lassen das zu tun, was ihm sein Herz befehlen würde.
Seroff erzürnt die Tatsache, dass sich John und Carla so gut verstehen. Er will ihn nach Hause schicken und in seiner Verletztheit spricht Seroff zum ersten Mal mit John über seine Frau, die von den Kommunisten in ein Lager gebracht und getötet wurde. Seit ihm die Menschen das Schönste genommen hatten, hatte er sich geschworen, dass er niemals Teil dieser Hässlichkeit werden würde, die ihm seine Frau genommen hatte. Entsprechend verzweifelte er an der aktuellen Kunstentwicklung und erst John mit seinem Talent und seiner Hartnäckigkeit, unbedingt Maler werden zu wollen, hat ihn überzeugt. Am nächsten Morgen begrüßt er John mit den Worten: Heute malen wir! Und er beginnt ihm all sein Wissen über Malerei weiterzugeben und viele kleine Geheimnisse zu verraten. John nimmt alles gierig auf und setzt das gelernte in seinen Bildern um. Seroff dankt John am Ende für die Zeit, die er bei ihm war. Durch ihn hätte er etwas entdeckt, was er verloren glaubte.
John hinterlässt Carla einen Brief zum Abschied und fährt mit Seroffs Auto allein nach Hause. Verstört muss er feststellen, dass bei seiner Rückkehr Seroff bereits da ist und sich angeregt mit Johns Vater unterhält, obwohl sich die beiden angeblich gar nicht mochten. Mit Genugtuung stellt John fest, dass Seroff durch ihn die Freude am Malen wiedergefunden hat. Allerdings stirbt er im kommenden Frühjahr und John blickt dankbar auf die Zeit mit seinem Lehrer zurück.

## Produktion
Die Filmproduktionskosten beliefen sich auf geschätzte 3,2 Mio. US-Dollar. Die Filmaufnahmen entstanden in New Orleans und Covington, Louisiana sowie in New York City. Die Aufnahmen wurden mit Kameras der Firma Panavision in einem Aspect Ratio von 2,35:1 und in Dolby Digital gemacht. Als Produktionsfirmen waren Alla Prima Productions, Brushwork Pictures und Permut Presentations beteiligt.
In den USA feierte das Drama am 26. April 2006 auf dem Tribeca Film Festival seine Uraufführung. Im Jahr 2009 wurde der Film dann auf DVD im nordamerikanischen Raum veröffentlicht. In Deutschland konnte man den Film erst ab Februar 2016 käuflich erwerben. Als möglichen Hintergrund nannte Mueller-Stahl, dass kein Verleger gefunden werden konnte. Ein Trailer zum Film wurde bereits am 15. November 2011 im deutschsprachigen Raum veröffentlicht. Im deutschen Fernsehen wurde der Film Die Farben des Herbstes am 3. Oktober 2016 in der ARD gezeigt. Die Verleihrechte für die Kinoversion von Die Farben des Herbstes besitzt Monterey Media, für den deutschen Markt erhielt Sunfilm Entertainment die Vertriebsrechte.

## Synchronisation
Die deutsche Sprachfassung wurde von der Berliner Synchron AG Wenzel Lüdecke in Berlin nach einem Dialogbuch und unter der Dialogregie von Heike Kospach produziert.
| Rolle           | Schauspieler        | Sprecher            |
| --------------- | ------------------- | ------------------- |
| John Talia Jr.  | Trevor Morgan       | Konrad Bösherz      |
| John Talia Sr.  | Ray Liotta          | Udo Schenk          |
| Nicholai Seroff | Armin Mueller-Stahl | Armin Mueller-Stahl |
| Edith Talia     | Diana Scarwid       | Arianne Borbach     |
| Curts Sunday    | Ron Perlman         | Tilo Schmitz        |
| Sandra Sunday   | Julie Lott          | Victoria Sturm      |
| Yammi           | Charles Durning     | Jürgen Kluckert     |
| Carla           | Samantha Mathis     | Melanie Hinze       |
| Erzähler        | Michael Negrin      | Torsten Michaelis   |

## Rezeption

### Kritiken
Der WDR hielt das Filmdrama für „wortlastig“, wenngleich „sensibel und herzlich“ präsentiert. Armin Mueller-Stahl spielte laut kino.de seine Schauspielkollegen „sanftlächelnd an die Wand.“ Mueller-Stahl erhielt für seine Leistung durchgehend positive Kritiken. Aber auch Ron Perlman und Ray Liotta „runden das Gesamtkunstwerk ab“.
Kinofilmer.de urteilte: „„Die Farben des Herbstes“ ist ein sehr unterhaltsamer Film, mit einem erstklassigen Armin Mueller-Stahl und einer tiefgehenden Story.“
Kino.de nannte den Film: „Ein ebenso bedächtig wie überzeugend erzähltes Drama über Annäherung und Freundschaft eines jungen Künstlers zu einem alten, lebensverdrossenen Meister.“
Fernsehserien.de wertete: „Der für Actionfilme bekannte Regisseur George Gallo verblüfft diesmal mit einer ganz und gar nicht dick aufgetragenen Beobachtung einer Männerfreundschaft. […] Als Glücksgriff erwies sich die Besetzung: Wenn Armin Mueller-Stahl als streitsüchtiger Maler gegen die Beliebigkeit der abstrakten Kunst polemisiert, dann beginnen seine Worte von innen her zu leuchten. […] Als gelehriger Schüler zeigt Teenie Star Trevor Morgan überzeugend, dass Kunst schön ist, aber viel Arbeit macht.“

### Einspielergebnis
Trotz der positiven Kritiken erwies sich der Film als finanzieller Flop, da gegenüber dem Budget weltweite Einspielergebnisse von 32.788 US-Dollar stehen. Am Eröffnungswochenende lief der Film nur in einem Kino und spielte dabei 7.183 US-Dollar ein.

### Auszeichnungen
Die Farben des Herbstes wurde 2006 beim Ft. Lauderdale International Film Festival mit drei Auszeichnungen geehrt. Jeweils ein Jurypreis ging an George Gallo und Michael Negrin. Trevor Morgan erhielt in der Kategorie Star on the Horizon den President Award.